# Calle de Fernando el Santo
La calle de Fernando el Santo es una vía pública del barrio de Almagro, perteneciente al distrito de Chamberí (Madrid, España). Comienza en el paseo de la Castellana y termina en la calle de Almagro. Es una calle de un solo sentido que discurre perpendicular al paseo de la Castellana y supone la continuación de la calle de Ayala del barrio de Salamanca. Se caracteriza por albergar numerosos palacetes y edificios de viviendas de estilo modernista de principios del siglo XX y brutalista de la década de 1960. Recibe el nombre de Fernando III de Castilla, llamado «el Santo», rey de Castilla entre 1217 y 1252, año de su muerte. Esta calle alberga numerosas embajadas.

## Historia
La calle está dada de alta en el registro del Ayuntamiento de Madrid desde el 7 de mayo de 1867. Puede observarse en el plano de Madrid de 1879 que seguía una orientación perfecta este-oeste, que posteriormente fue ligeramente modificada, como puede verse en el plano de Facundo Cañada de 1900, para seguir la continuación de la calle de Ayala en el barrio de Salamanca. La calle forma parte del barrio de Almagro, cuyas calles Almagro, Zurbano y Monte Esquinza forman «hermosas barriadas de calles alineadas, pobladas de elegantes hoteles y bonitos edificios».

## Arquitectura
En el número 6 se encuentra la embajada de Brasil en España. Originariamente fue el palacete de Joaquín Sánchez de Toca y fue proyectado por el arquitecto Arturo Calvo Tomelén y construido en 1881. Entre 1910 y 1912 Joaquín Saldaña dirigió las obras de reforma, en las que le añadió una escalera oval de estilo francés.
En el número 8 con vuelta a la calle de Zurbano se encuentra el Palacio de Zurbano.  Fue construido entre 1878 y 1881 para el conde de Muguiro, que encargó un hotel —vivienda unifamiliar rodeada de jardín— a Severiano Sainz de la Lastra. En el número 10 se ubica un palacete con chaflán curvo diseñado por Vicente Miranda en 1879 para Víctor Peñasco y Otero.
En el número 13 se ubica la embajada de Argentina en España. Originariamente fue el palacio del marqués de Argüeso y fue proyectado por el arquitecto Dimas Rodríguez Izquierdo y construido entre 1894 y 1896. Entre 1927 y 1936 Eduardo Figueroa Alonso-Martínez dirigió las obras de reforma.
Justo enfrente, en el número 14, se sitúa el Palacete de Carlos María de Castro, una casa palacio construida por y para el estepeño Carlos María de Castro, ingeniero de caminos y arquitecto conocido por ser el urbanista que trazó el Ensanche de Madrid. Una placa conmemorativa colocada en 1991 señala que este era el lugar donde vivió hasta su muerte. Consta de dos plantas, ático y semisótano. Tiene una fachada que da a la calle y por los laterales se accede al jardín y al salón acristalado (conocidos como estufa). La fachada que da al jardín está rematada por dos torreones a ambos lados. Esta residencia será el ejemplo a seguir de las construcciones que posteriormente irían llenando está zona del ensanche madrileño.
En el número 16 haciendo esquina con la calle Monte Esquinza, se encuentra la Antigua Embajada del Reino Unido en Madrid. Fue diseñada en 1966 por el arquitecto británico W. S. Bryant, conocido por sus obras de estilo brutalista, y por el arquitecto racionalista español Luis Blanco-Soler (autor del hotel Wellington, el barrio de El Viso y varios edificios de El Corte Inglés, entre muchos otros edificios). Se trata de un edificio redondo ya que su intención fue la de imitar una plaza de toros, con ruedo (gran plaza central con fuente) y burladeros (ventanas alternadas en la fachada circular). Su forma y modernidad hizo que destacara entre los clásicos edificios de la zona. El complejo cuenta con aparcamiento, búnker, piscina y club social. En 2009 la embajada trasladó su sede a la Torre de Cristal, sede también de otras embajadas.
En la esquina opuesta, en el número 19 se ubica el edificio de viviendas para José Botín esquina con Monte Esquinza, obra de Ricardo García Guereta y Juan Moya Idígoras. La fachada presenta un zócalo de granito y basamento estriado, sobre el que se asientan las paredes de ladrillo prensado de color rojo, rematada por un friso de hojarasca de laurel y un gran alero de madera. En la esquina presenta una cristalera de hierro forjado que se eleva hasta encontrar una peineta modernista con guirnaldas al estilo de Otto Wagner. 
En la intersección con la calle de Fortuny, en el número 23, está el palacete del marqués de Linares construido por José López Sallaberry entre 1908 y 1911. Su tipología es la de un hotel con el acceso situado por una puerta lateral con reja estilo rococó. Destaca su mirador de esquina de planta oval y ventanal sobre una elaborada ménsula.
Finalmente, flanqueando el paseo de la Castellana, se sitúa en el número 29 un edificio de viviendas realizado por el arquitecto Ignacio de Aldama entre 1911 y 1913 que alberga varias embajadas, como la de Finlandia o Catar. En su bajo se encuentra el Centro Cultural Coreano. Tienen sede en este inmueble las embajadas de Finlandia, Catar, Guatemala y Haití. Es muy similar en su composición y detalles al inmueble de la plaza de Alonso Martínez con vuelta a la calle de Santa Engracia del mismo arquitecto. Enfrente, en el número 26, se ubican las viviendas para el marqués de Encinares. El edificio fue construido entre 1920 y 1923 a partir de un proyecto de Joaquín Saldaña.

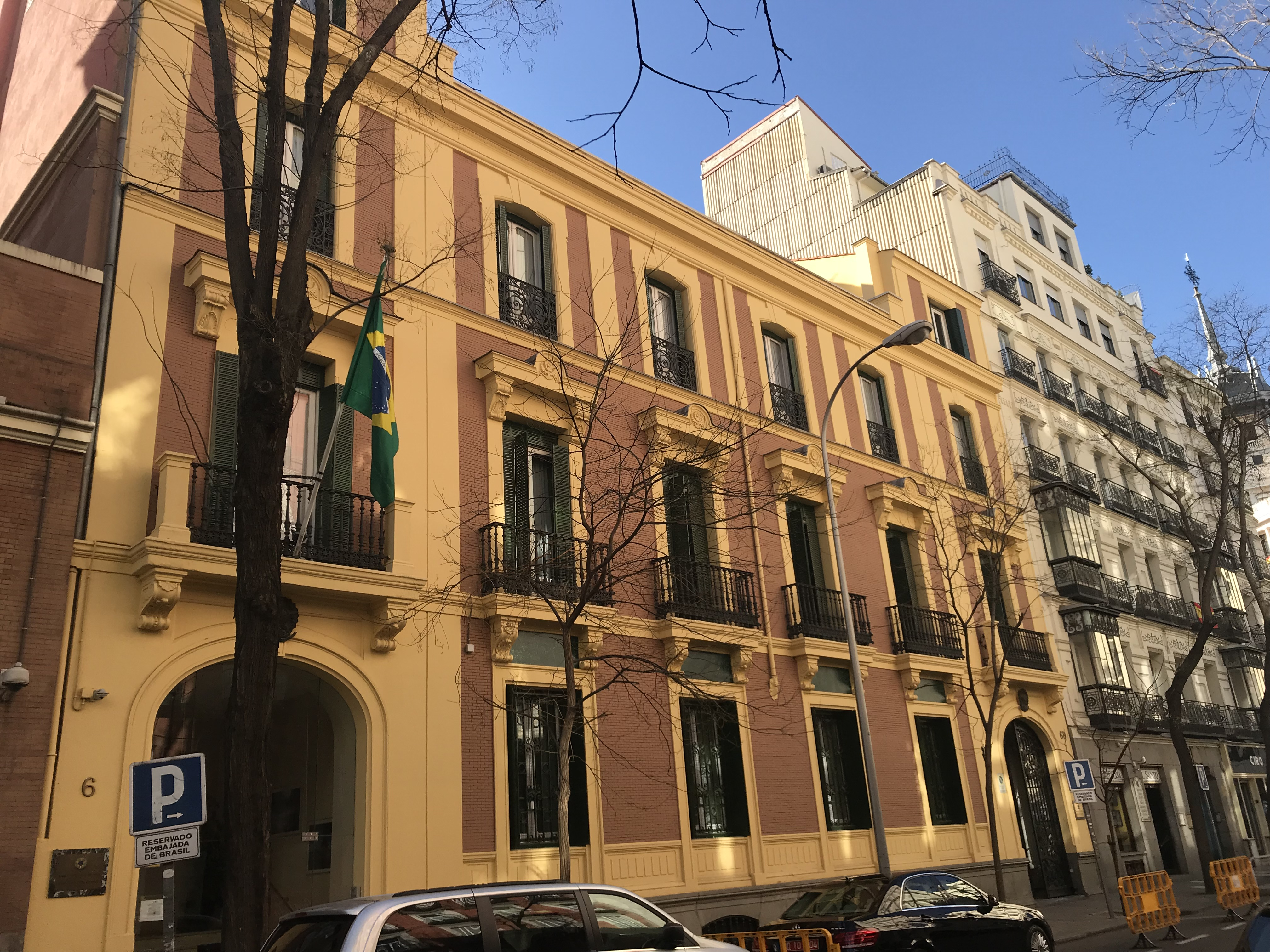
Embajada de Brasil, en el n.º 6
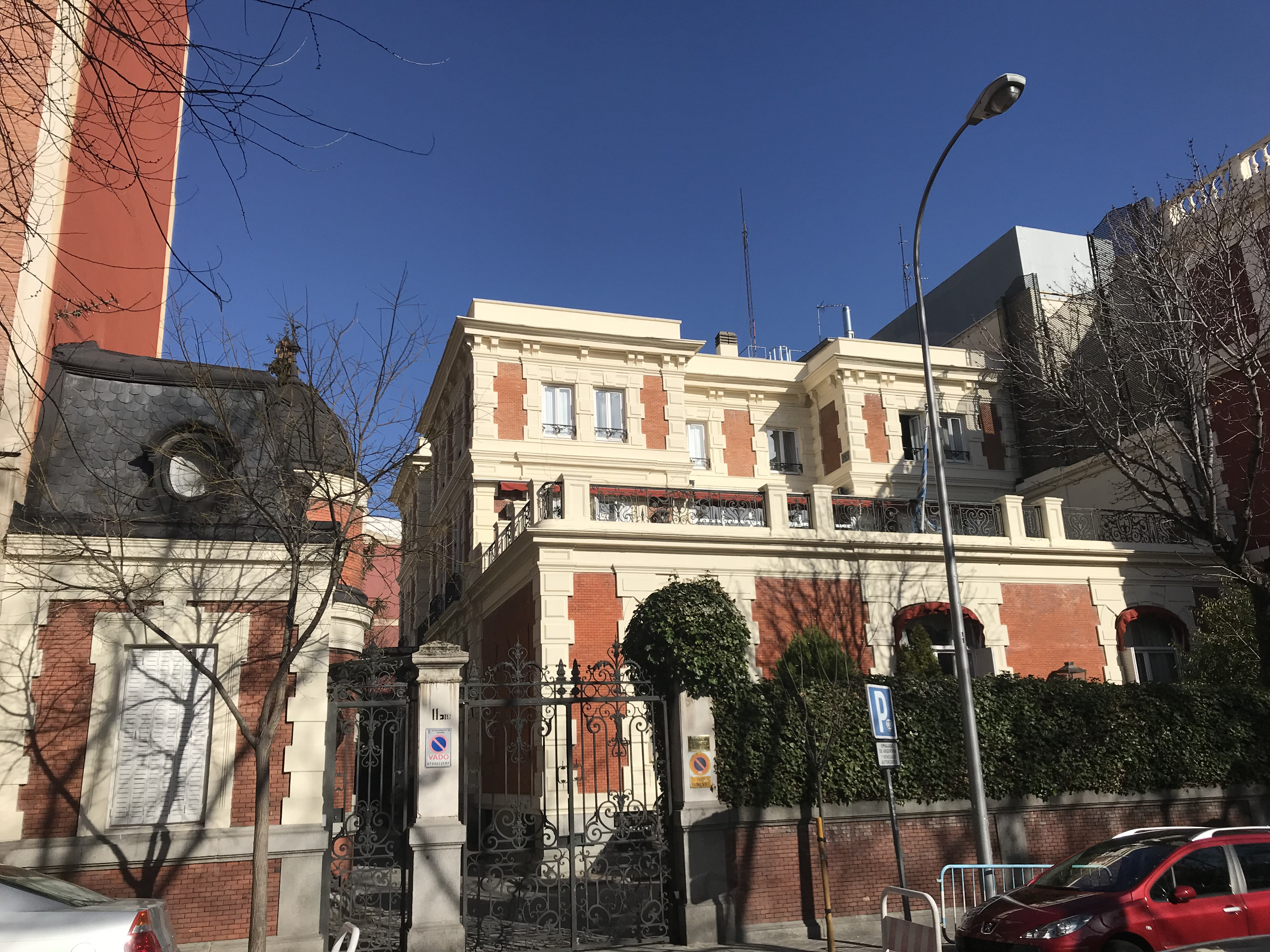
Embajada de Argentina, en el n.º 13
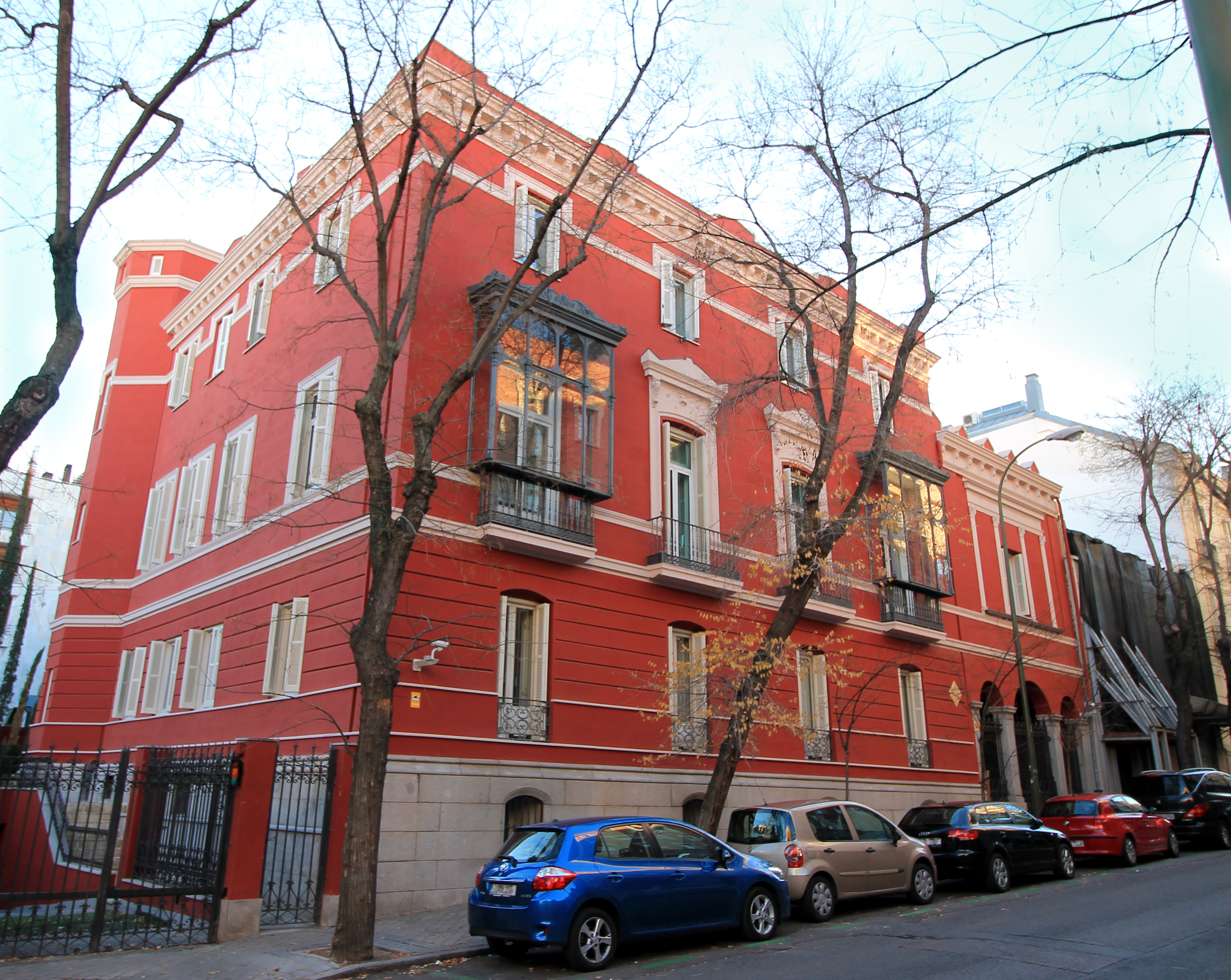
Palacete de Carlos María de Castro, en el n.º 14
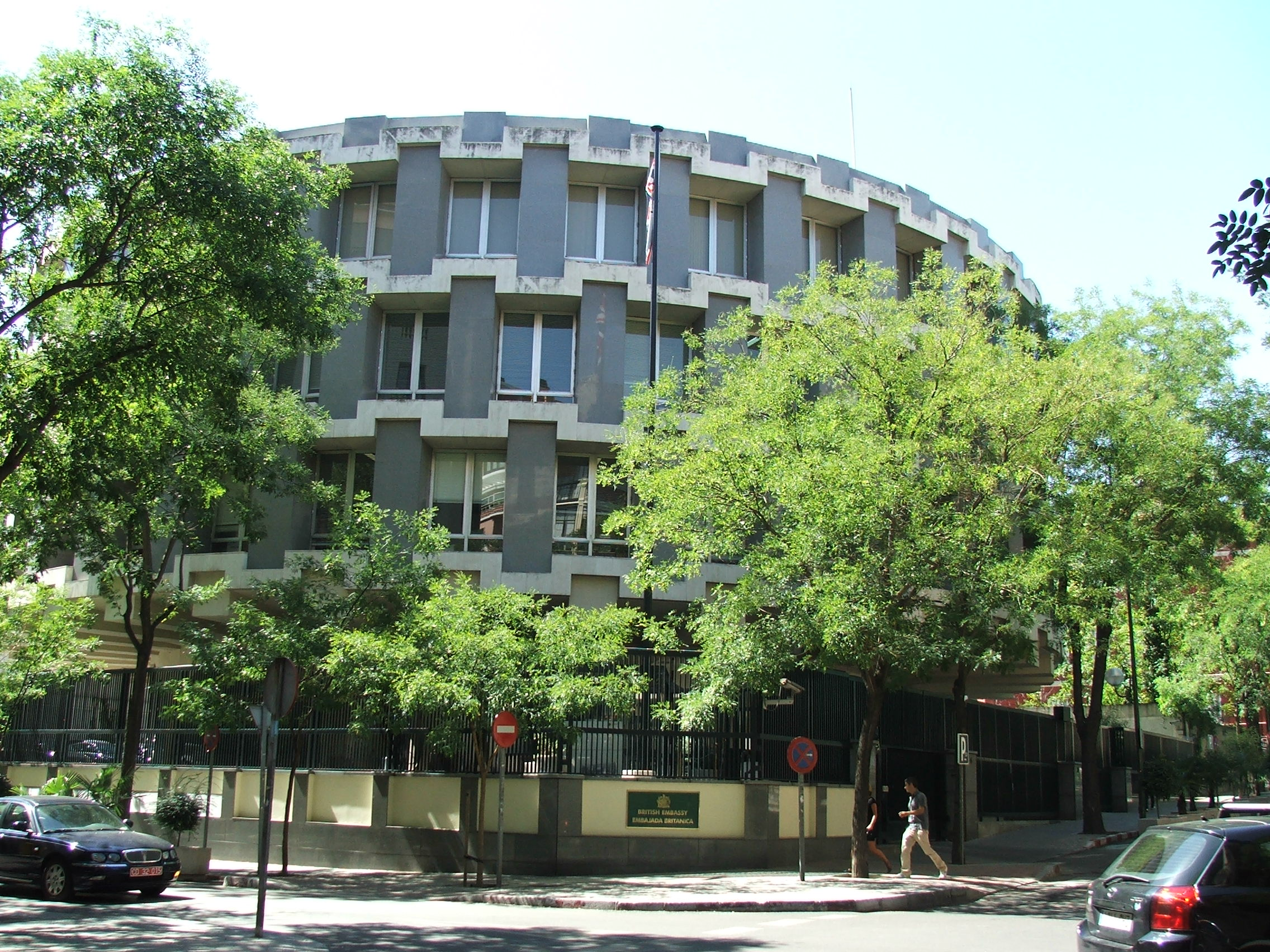
Antigua embajada del Reino Unido en Madrid entre 1966 y 2009, en el n.º 19.
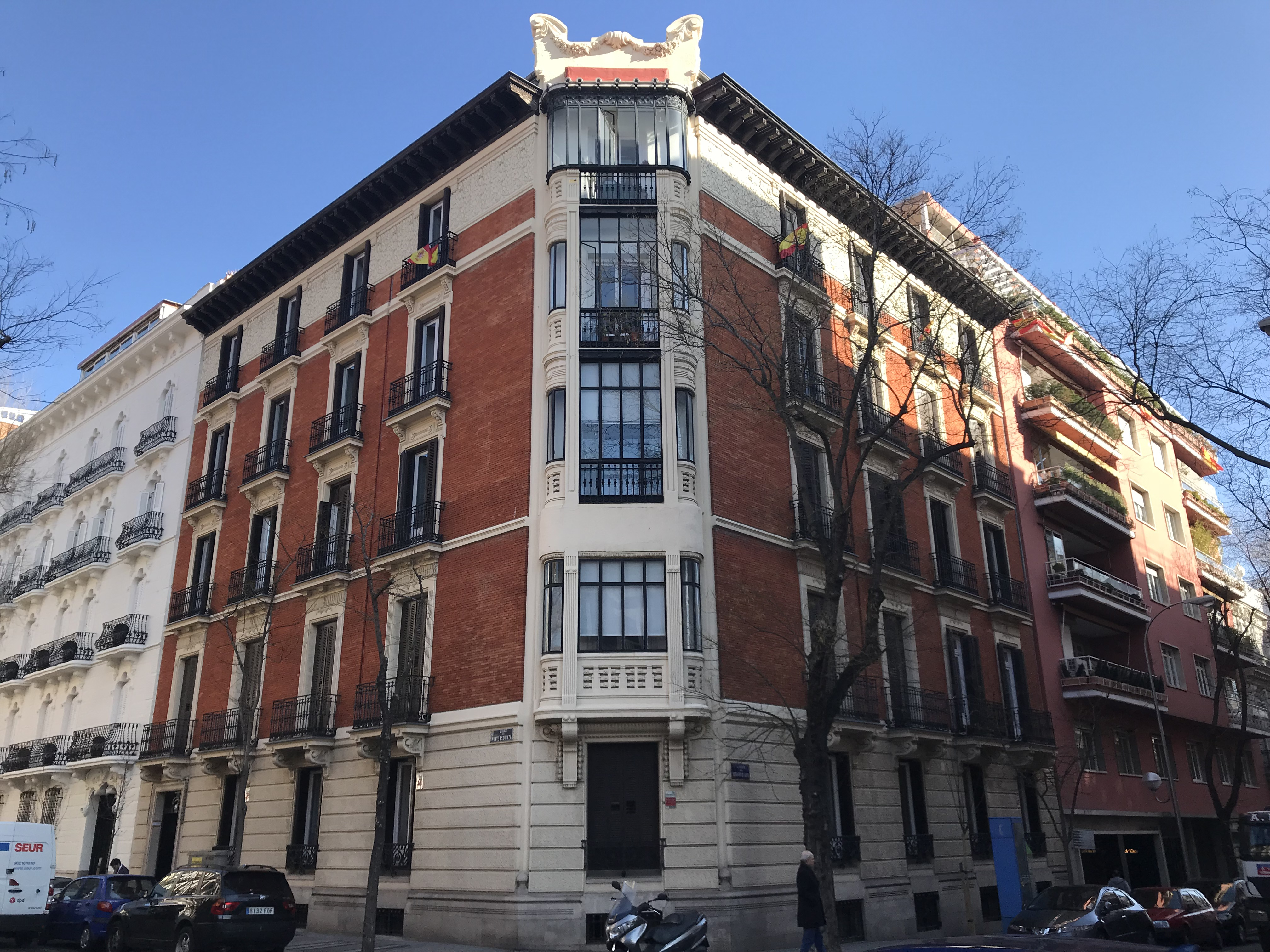
Edificio de viviendas para José Botín, en el n.º 20.
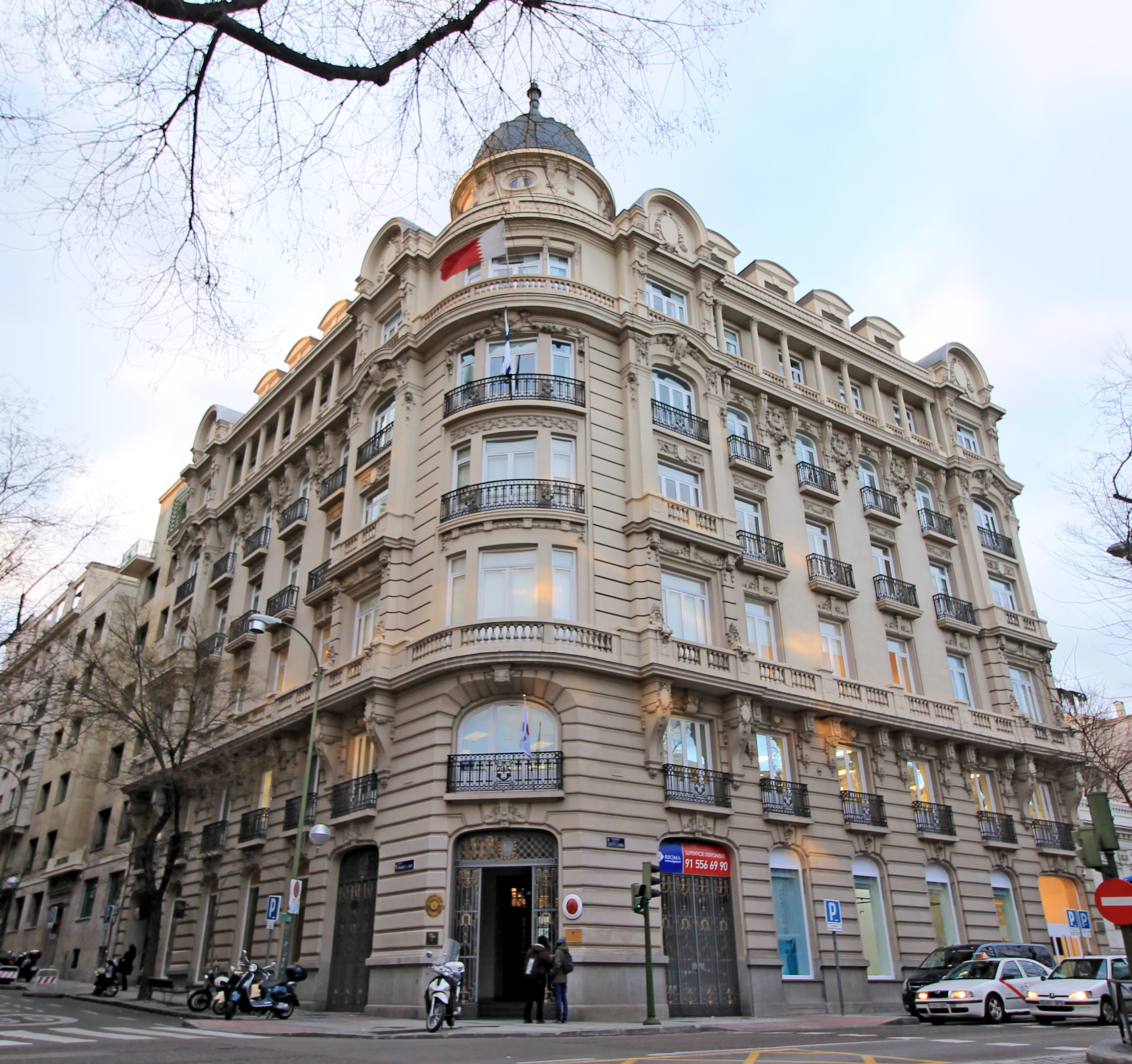
Edificio de viviendas en el paseo de la Castellana 15
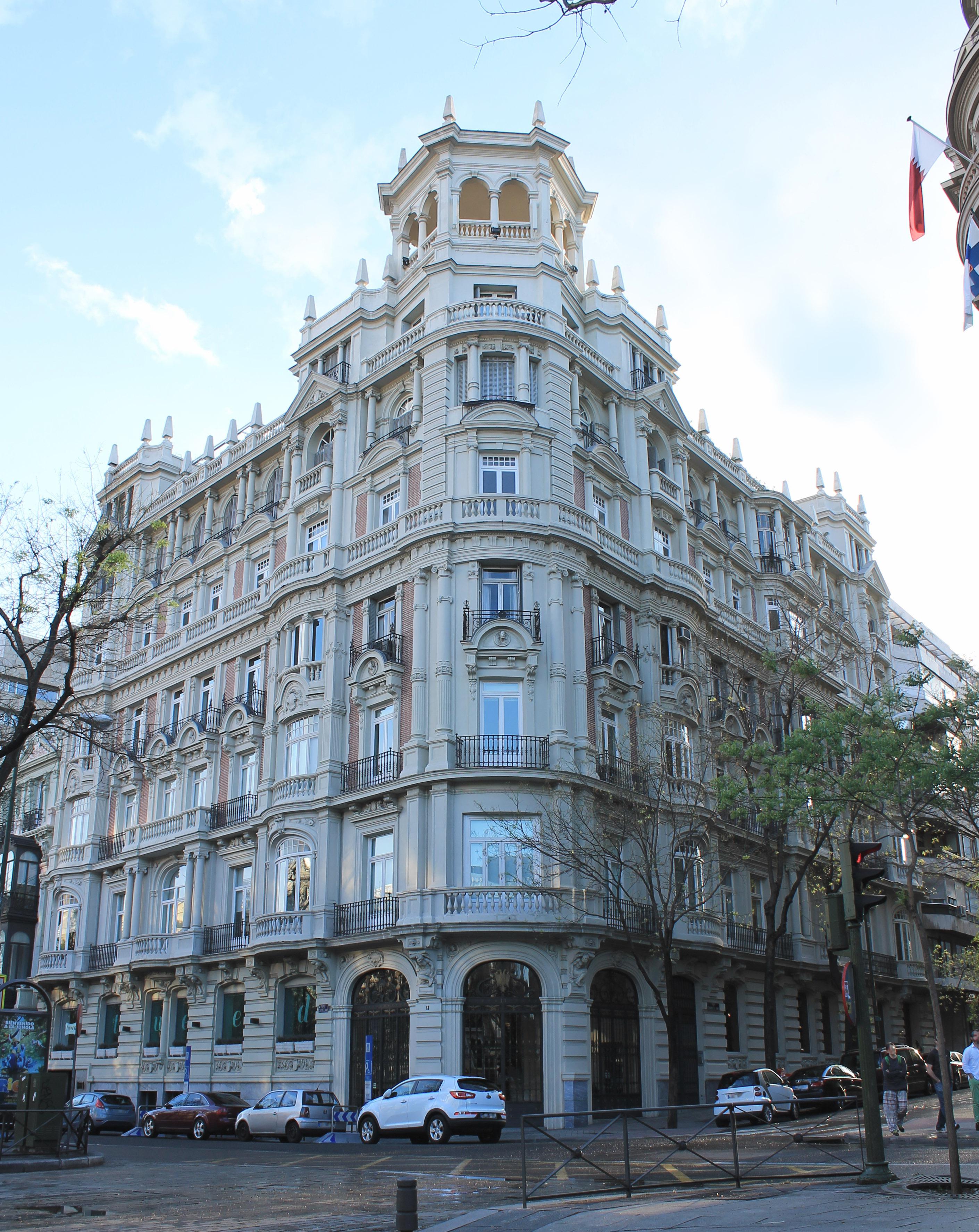
Viviendas para el Marqués de Encinares